# Pekka Strang
Pekka Kristian Strang, född 23 juli 1977 i Helsingfors, är en finlandssvensk skådespelare och teaterchef, mellan 2005 och 2014 konstnärlig ledare för Lilla Teatern i Helsingfors.

## Biografi
Strang gick på Teaterhögskolan i Helsingfors 1997–2001 och har förutom vid Lilla Teatern arbetat vid Svenska Teatern i Helsingfors. Han har även medverkat i film. Filmdebuten kom i Drakarna över Helsingfors (2001), och han har även synts i bland andra Hela vägen (2004) och Colorado Avenue (2007). 2017 spelade han huvudrollen som Touko Laaksonen i Tom of Finland.

## Teater

### Roller (ej komplett)
| År   | Roll    | Produktion                                | Regi          | Teater                   |
| ---- | ------- | ----------------------------------------- | ------------- | ------------------------ |
| 2025 | Winston | 1984 (Nineteen Eighty-Four) George Orwell | Sara Cronberg | Kulturhuset Stadsteatern |